# Ambarés e la Grava
Ambarés e la Grava (en francès Ambarès-et-Lagrave) és un municipi francès situat al departament de la Gironda i a la regió de la Nova Aquitània.

## Demografia
| 1962                                       | 1968  | 1975  | 1982  | 1990   | 1999   | 2007   |
| ------------------------------------------ | ----- | ----- | ----- | ------ | ------ | ------ |
| 5.831                                      | 7.134 | 7.622 | 8.105 | 10.195 | 11.206 | 12.963 |
| Des de 1962: població sense dobles comptes |       |       |       |        |        |        |

## Administració
| Període   | Identitat       | Partit |
| --------- | --------------- | ------ |
| 2001-2004 | Henri Houdebert | PS     |
| 2004-     | Michel Héritié  | PS     |

## Agermanaments
- Kelheim
- Norton Radstock